# Dorfkirche Liesten

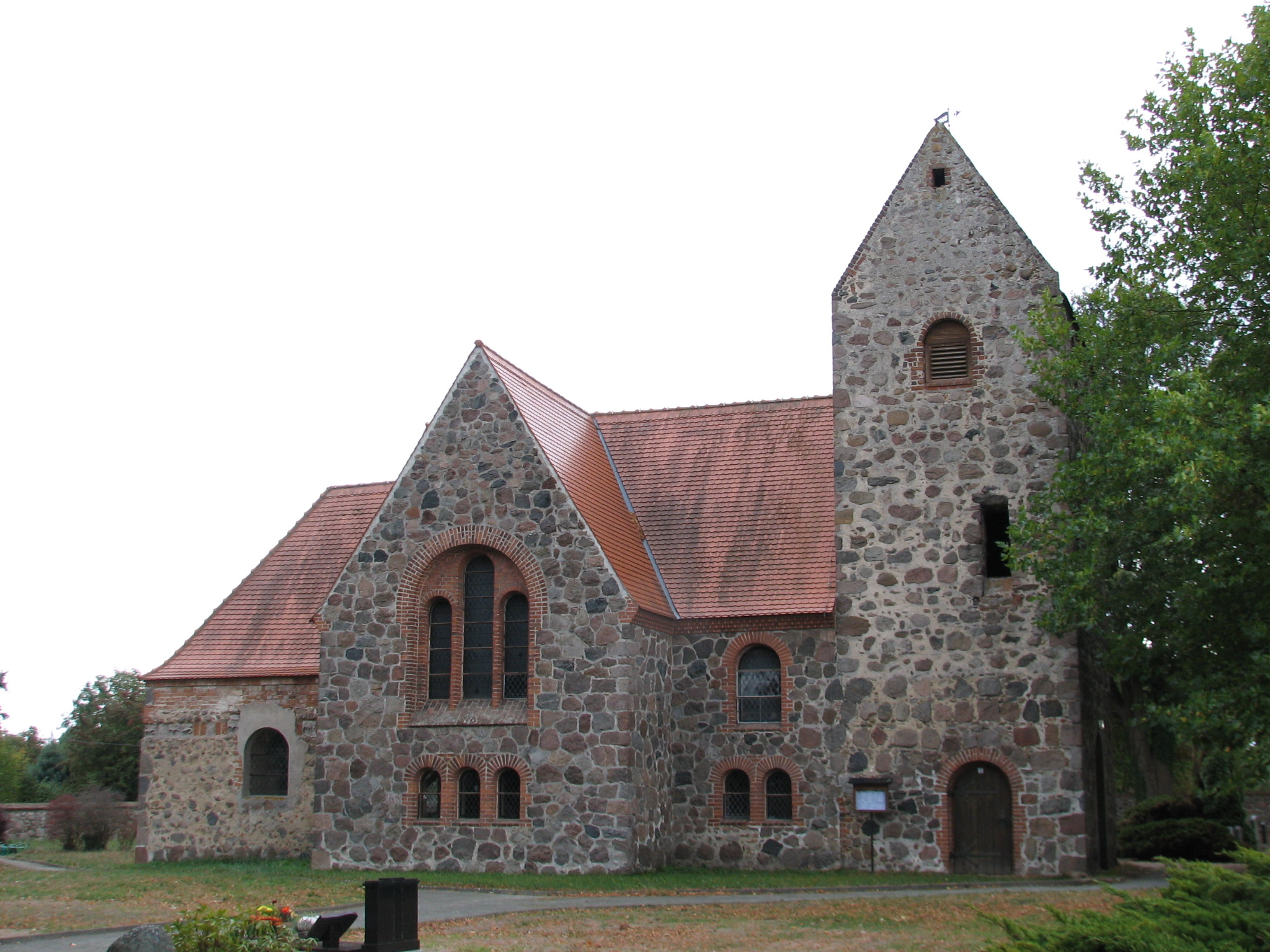
Dorfkirche Liesten

Die evangelische Dorfkirche Liesten ist eine in mehreren Abschnitten erbaute kreuzförmige Feldsteinkirche im Ortsteil Liesten von Salzwedel im gleichnamigen Altmarkkreis in Sachsen-Anhalt. Sie gehört zur Kirchengemeinde Liesten im Kirchenkreis Salzwedel der Evangelischen Kirche in Mitteldeutschland.

## Geschichte und Architektur
Folgende Bauabschnitte sind in der Baugeschichte zu unterscheiden:
1. Rechteckiges Schiff und Turmerdgeschoss aus relativ großen, lagenweise versetzten Feldsteinen aus der Zeit um 1200;
2. Die oberen Turmgeschosse aus kleineren Feldsteinen mit breiten Fugen aus der ersten Hälfte des 13. Jahrhunderts;
3. Ein niedriger, querrechteckiger Chor aus unregelmäßigem Feldsteinmauerwerk des 14./15. Jahrhunderts;
4. Erhöhung des Chores in Feld- und Backstein im 18. Jahrhundert;
5. In den Jahren 1896/1897 Anbau der Querarme, Erhöhung und Überarbeitung der Schiffsmauern in polygonalem Mauerwerk, die Öffnungen mit Backsteinlaibungen.

Der Turm ist mit rechteckig erhöhtem Zugang an der Nordseite und rundbogigen Schallöffnungen versehen. Dieser Zugang hat zu einer Deutung des Turms als Wehr- oder Fluchtturm geführt. Im Turmerdgeschoss ist ein Tonnengewölbe eingezogen, die Holzkonstruktion des Satteldachs ist mittelalterlich.
Das Schiff und die Querarme sind mit Rücksicht auf die Emporen im Innern zweigeschossig durchfenstert. Der mit einem Walmdach gedeckte Chor ist durch einen mittelalterlichen Fries von Reliefplatten aus Kalkstein hervorgehoben; die Motive mit Pelikan, Strauß (?) und heraldisch stilisiertem Blattwerk wiederholen sich mehrfach.
Durch den Umbau im 19. Jahrhundert erhielt das Innere eine großzügige zentralisierende Wirkung. Das Schiff und die Querarme sind mit Holztonnengewölben mit zurückhaltender ornamentaler Bemalung gedeckt. An der West-, Nord- und Südseite sind Emporen mit polygonal geführter Brüstung eingebaut, die Querarme sind dadurch zweigeteilt. Im Chor ist ein vermutlich noch mittelalterliches Gewölbe mit kräftigen Birnstabrippen eingezogen.

## Ausstattung
Der verkleidete Altarstipes enthält vermutlich noch einen mittelalterlichen Kern. Der Taufständer mit Maßwerkdekor und der Orgelprospekt sind neugotisch. In der Vierung ist eine Grabplatte für Jacobus Wolterstorf († 1716) mit langer biographischer Inschrift erhalten. Eine Bronzeglocke trägt die Minuskelinschrift „† help ihesvs maria in cccc lxviii“, stammt also aus dem Jahr 1468. Zwischen den einzelnen Worten oder Datumsgruppen sind einzelne Brakteaten eingegossen, zwischen dem Datumsende und dem Beginn der Inschrift drei Brakteaten übereinander.